# 주한 남아프리카 공화국 대사관
주한 남아프리카 공화국 대사관(영어: South African Embassy in Seoul)은 대한민국 서울특별시 용산구 한남동 1-37에 위치하고 있는 남아프리카 공화국 대사관이다. 현직 주한 남아프리카 공화국 대사는 넬슨 만델라의 장녀 제나니 들라미니이다.

## 역사
남아프리카 공화국은 1992년 12월 대한민국과 외교 관계를 수립하여 1993년 2월 주한 남아프리카 공화국 대사관을 개설하고 한국은 1993년 3월 주남아프리카 공화국 대한민국 대사관을 개설하였다.
1995년 7월 넬슨 만델라 대통령의 방한으로 이중과세방지 협정을 맺고 같은 해 항공협정과 투자보장협정을 맺었으며, 1998년 4월에는 타보 음베키 부통령이 방한하였고, 조선민주주의인민공화국과는 1998년 8월에 수교하였다.

## 같이 보기
- 남아프리카 공화국의 재외공관 목록
- 대한민국 주재 외국공관 목록
- 주남아프리카 공화국 대한민국 대사관
- 남아프리카 공화국-대한민국 관계